# Camponotus transvaalensis
Camponotus transvaalensis é uma espécie de inseto do gênero Camponotus, pertencente à família Formicidae.